# Südfall

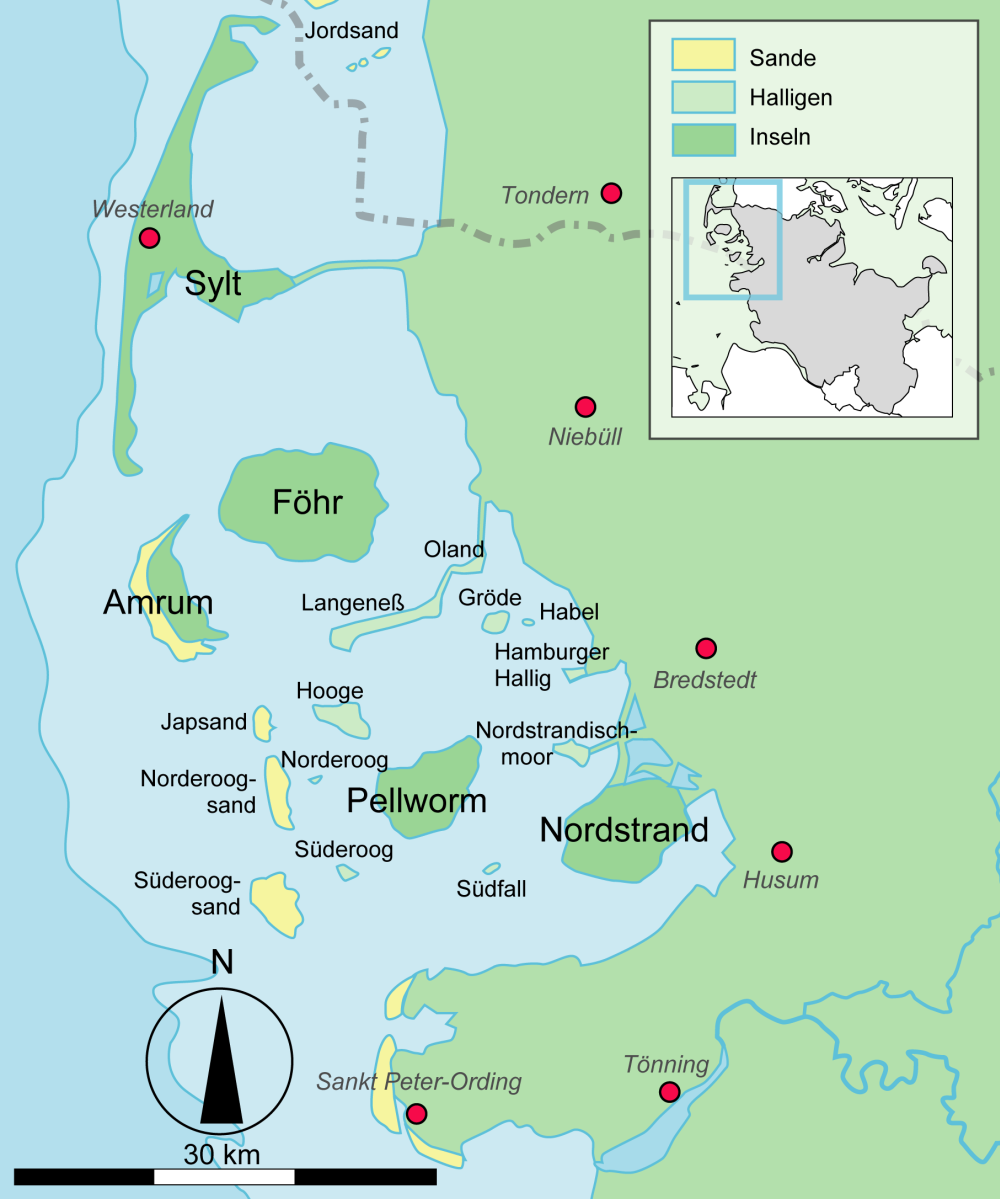
Overzichtskaart van de Duitse Noord-Friese Waddeneilanden

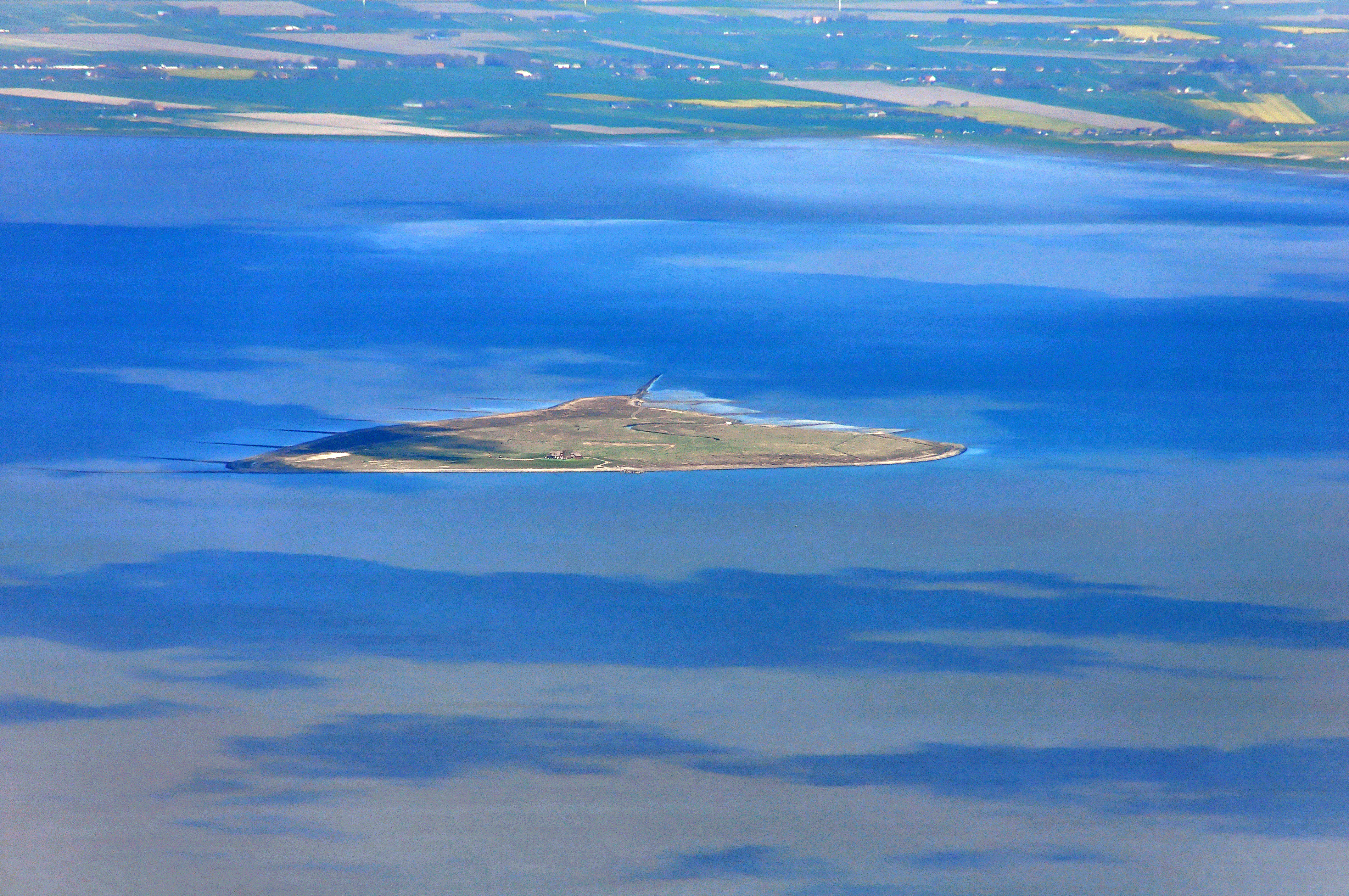
Südfall

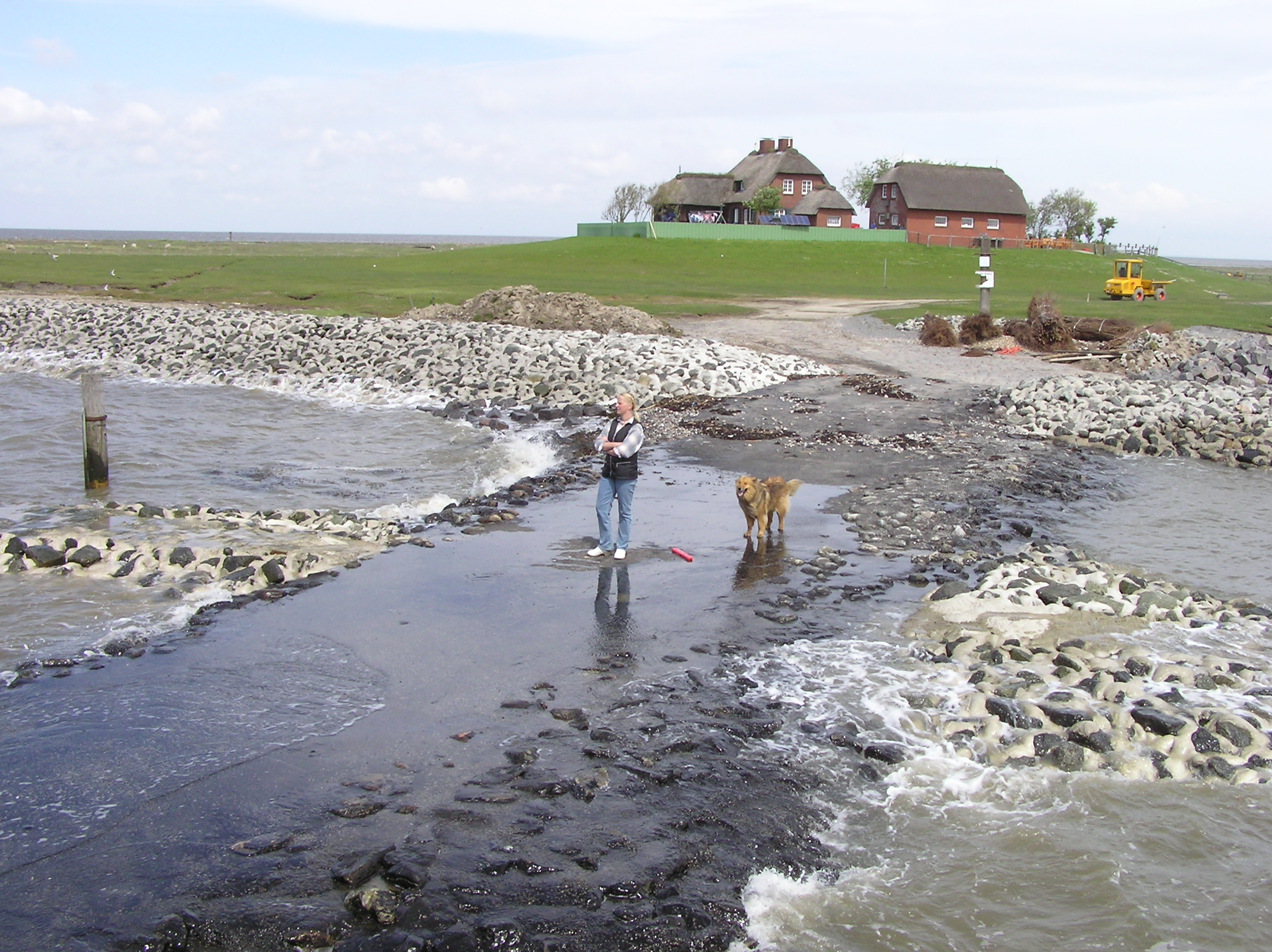
Südfall met de bewoning op de enige warft (terp)

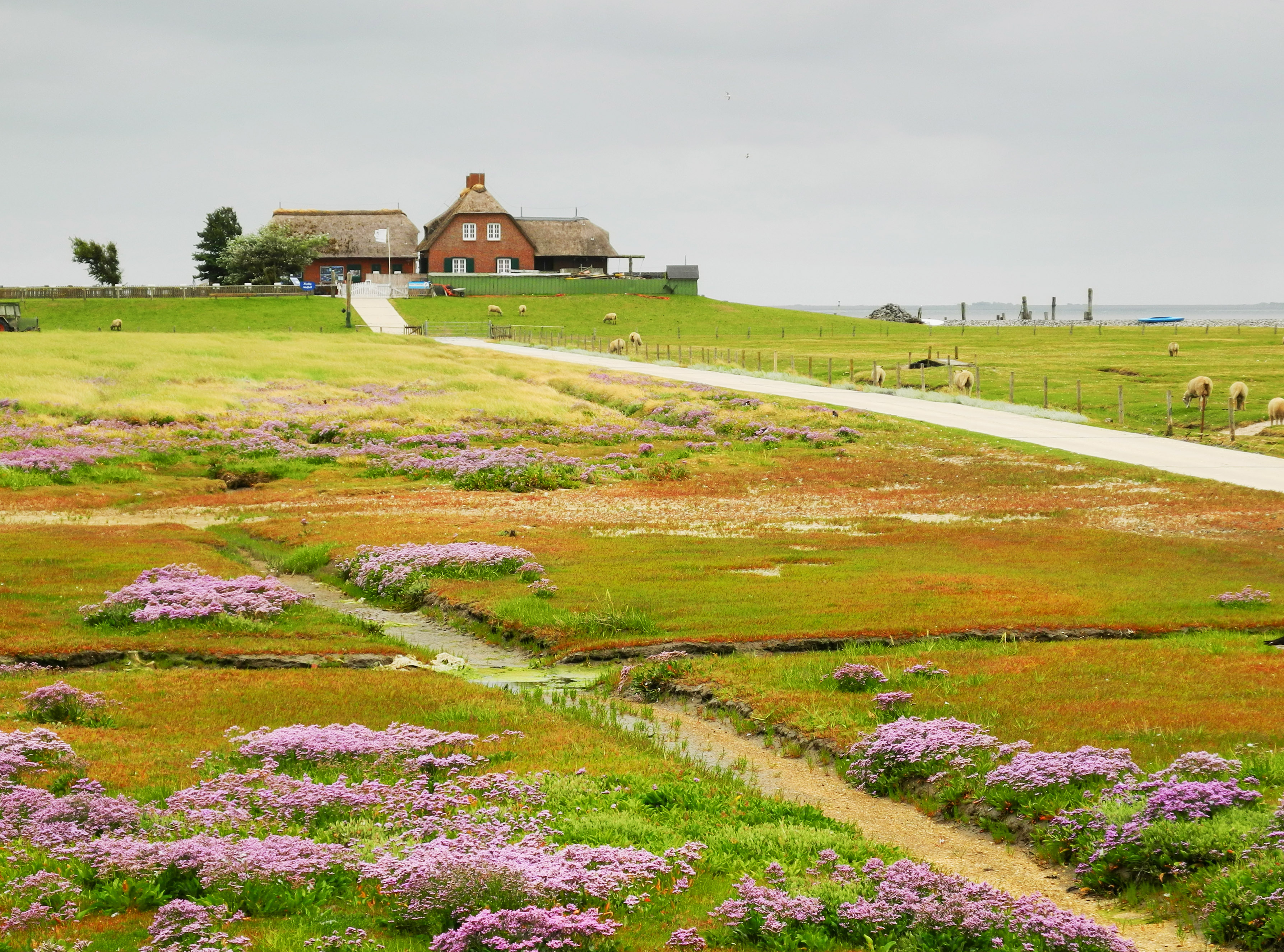
Südfall

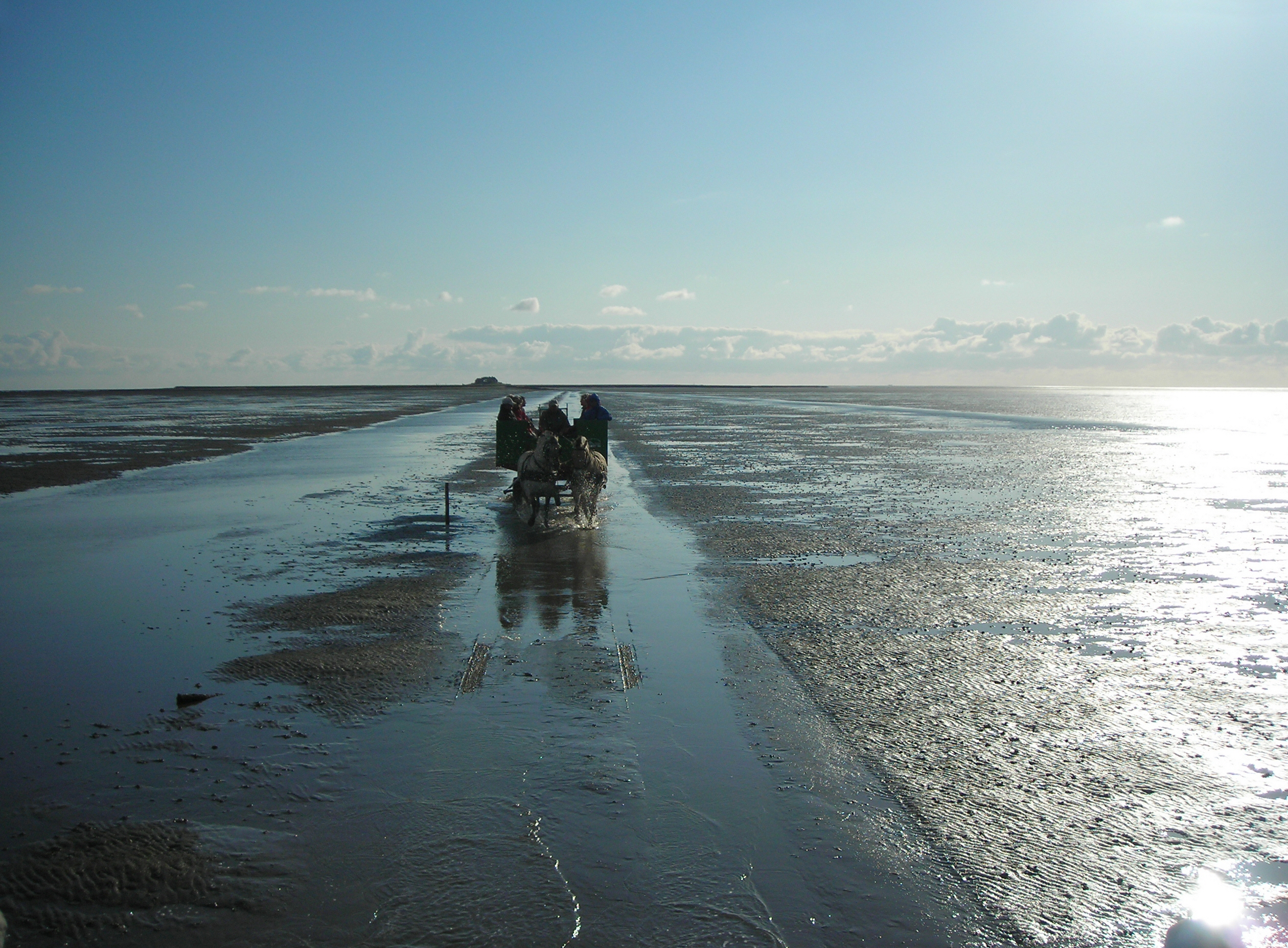
Südfall

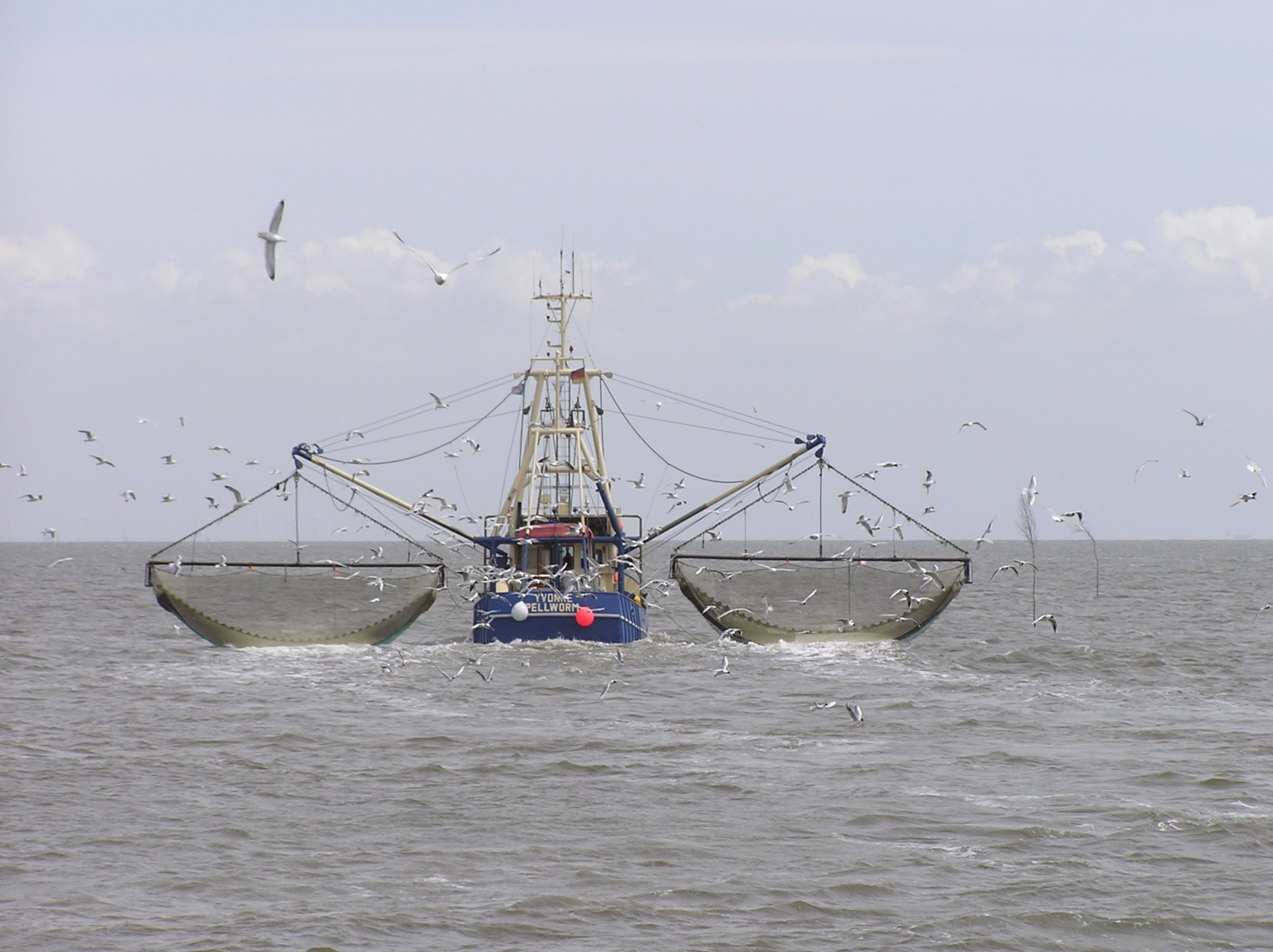
Krabbenkotter in de buurt van Südfall

Südfall (Deens: Sydfald) is een Hallig in de Duitse Noord-Friese Waddeneilanden. Het eiland is alleen maar tijdens het zomerhalfjaar bewoond, heeft een oppervlakte van 0,50 km² en behoort bestuurlijk tot de gemeente Pellworm.

## Geschiedenis
Voor de Sint-Marcellusvloed van 1362 behoorde het gebied van de huidige Hallig tot het voormalige eiland Strand in de Edomsharde. Deze vloed vormde de toen nog vrij grote Hallig Südfall.
De Burchardivloed van 1634 zorgde weer voor grote verliezen van mensen, dieren en land. Südfall bleef echter nog steeds bewoond. De bewoners leefden van landbouw, visserij en soms van strandjutten.
Op 3 en 4 februari 1825 werd vrijwel de gehele toenmalige bevolking van twaalf families tijdens een stormvloed weggevaagd. De drie warften in het westen verzonken en de oppervlakte van de Hallig werd tot de helft gereduceerd. In de daaropvolgende periode veranderde Südfall meerdere keren van eigenaar. In 1910 verkreeg Gravin Diana von Reventlow-Criminil het eiland om hier haar laatste jaren te slijten. Hierna werd Südfall voor vijftig jaar verpacht aan de familie Dethleffsen.
In 1921 ontdekte de Nordstrander Andreas Busch resten van sluiswerken op het wad nabij Südfall. Hij bracht het gebied verder in kaart en vond vele sporen van beschaving, zoals waterputten, akkers, wegen en sloten. Op basis van deze bevindingen wordt vermoed dat Rungholt in de dertiende en de veertiende eeuw op de plek van Südfall heeft gelegen.

## Heden
Heden ten dage behoort het eiland tot de deelstaat Sleeswijk-Holstein en wordt het sinds 1957 door de vereniging Jordsand beheerd. Het eiland is sinds 1959 een beschermd natuurgebied en is onderdeel van het Nationaal Park Schleswig-Holsteinisches Wattenmeer. Op de enige overgebleven terp (hier in Noord-Duitsland noemt men dat een warft) op het westen van het eiland bevindt zich een woonhuis met bijgebouwen. Hierin bevindt zich een dependance van de vogelbescherming, en een SAR-wacht en zendstation van de Duitse reddingsbrigade. Deze gebouwen zijn tijdens de wintermaanden niet bemand.

## Toegang
Südfall kan vanuit Nordstrand te voet of met een kar bereikt worden. Dit is echter, in verband met de beschermde status, niet voor het publiek toegestaan. In de zomermaanden vaart er driemaal per week een boot vanaf Pellworm naar het eiland.

## Natuur
Op het eiland bevindt zich een relatief grote kreek, die in het westen begint en uitmondt in het oosten. Omdat de kwelders van het eiland niet begraasd kunnen worden, kunnen hier talrijke planten zich ongehinderd ontwikkelen, zoals Engels gras, zeealsem, lamsoor en zulte.
Het wad rondom Südfall is een archeologisch beschermd gebied, om zo de hier aanwezige sporen van bewoning niet verder te verstoren.
Sinds 1960 is het aantal jaarlijkse overstromingen van ongeveer 30 naar ongeveer 70 gestegen.
- Gemeinsame Normdatei: 7849968-9
- Virtual International Authority File: 246996548